# Merelbeke
Merelbeke is een dorp in de Belgische provincie Oost-Vlaanderen en een deelgemeente van Merelbeke-Melle. De plaats ligt aan de Schelde, in het Arrondissement Gent. Merelbeke telt ruim 25.000 inwoners, die Merelbekenaars worden genoemd.

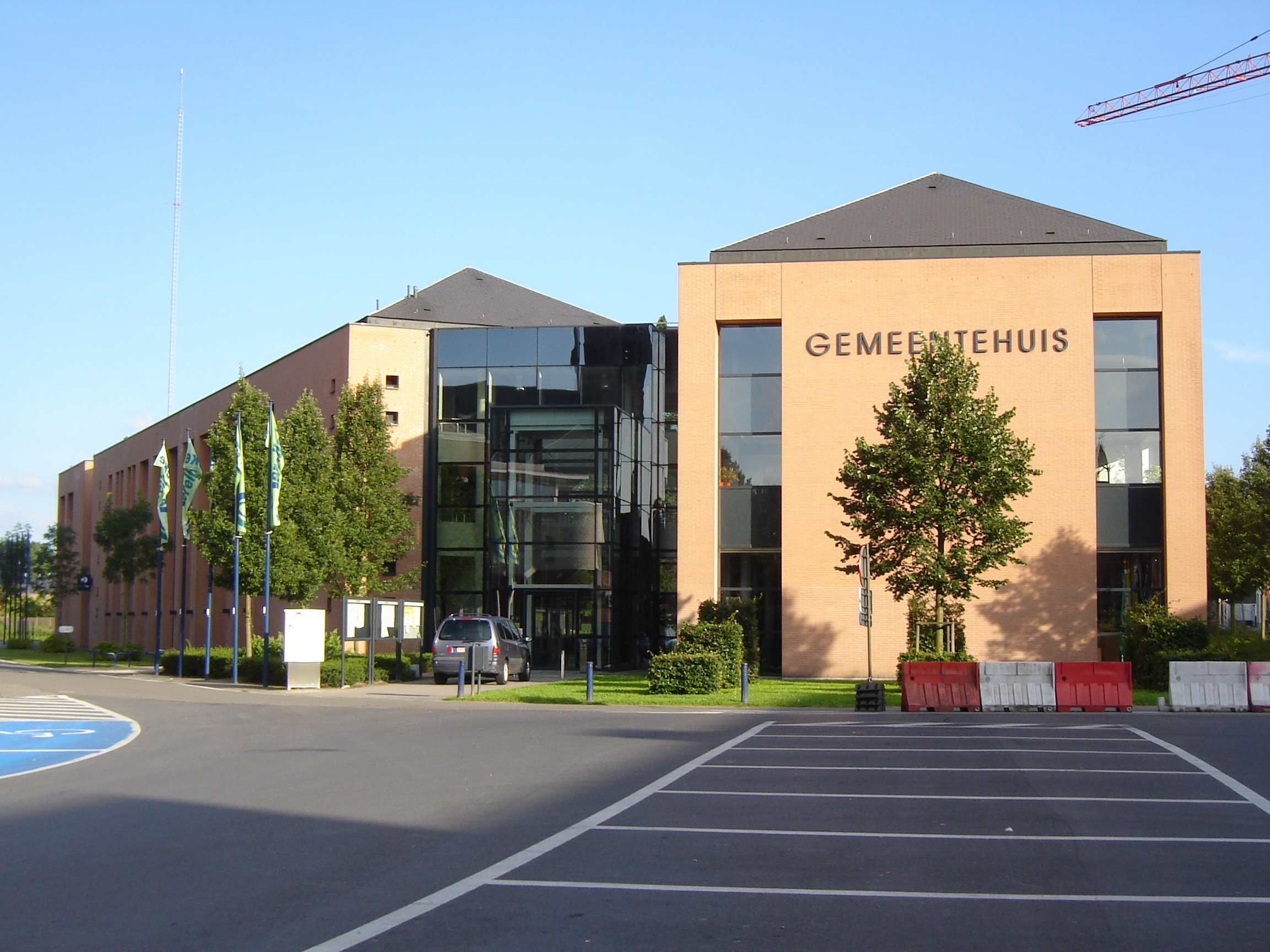
Gemeentehuis Merelbeke

## Geschiedenis
Op het grondgebied van Merelbeke zijn voorwerpen gevonden vanaf het paleolithicum. Vooral uit de Romeinse periode werden tal van muntvondsten en urnen gemeld. In deelgemeente Lemberge, nabij de Sint-Aldegondiskerk, hebben archeologen, in 2014 en 2017, tot hun verrassing, sporen tot in  de prehistorie teruggevonden in de vorm van 7 grafheuvels en grafurnen, die tot 5000 jaar teruggaan in de tijd.,,,
Schriftelijke vermelding was er voor het eerst in 966, toen graaf Arnulf I van Vlaanderen de villa Krombrugge aan de Sint-Pietersabdij had geschonken. Deze heerlijkheid nam een groot deel van het huidige grondgebied van Merelbeke in beslag. Een kleiner deel zou tot de heerlijkheid Merelbeke hebben behoord.
In 1101 werd Merelbeke voor het eerst vermeld, en wel als Merlebeke. Deze heerlijkheid behoorde van de 12e tot de 14e eeuw aan de familie Van Merelbeke. Daarna tot in de 17e eeuw bezit van de familie Van der Cameren, dan tot 1740 de familie Van Triëst. Vervolgens de families Van Damarin en Van den Bogaerde.
In de 16e eeuw waren er in Merelbeke al vele buitenplaatsen terwijl in de 19e eeuw ook tal van rijke Gentenaars in het gebied kwamen wonen. De eertijds bosrijke omgeving werd echter teruggedrongen en bossen zijn nog voornamelijk op de kasteeldomeinen te vinden.
In 1870 werd een nieuwe kerk gebouwd waaromheen zich een geleidelijk verstedelijkende dorpskern ontwikkelde. Ook kwam de bloementeelt in de 2e helft van de 19e eeuw op.
Ten noorden van het dorp werd in 1969 een sluis in gebruik genomen, daar waar de Schelde uitmondt in de Ringvaart.
Net ten noorden van Merelbeke werd het Vormingsstation Merelbeke zwaar getroffen tijdens de Tweede Wereldoorlog. Op 10 april 1944 en op 3 mei 1944 bereidden de geallieerden met een bommentapijt de landing van Normandië voor door de bevoorrading per spoor van de Duitse stellingen aldaar "lam te leggen". Dit is hen ook gelukt (hoezeer de Duitsers ook poogden om dit te verhullen door vrij snel al één spoor terug beschikbaar te maken voor sporadisch verkeer). Maar de menselijke kost was bijzonder zwaar. Op 10 april 1944 vielen er maar liefst 428 doden, wat het tot de op een na zwaarste geallieerde luchtaanval in België maakt, na die van Mortsel.

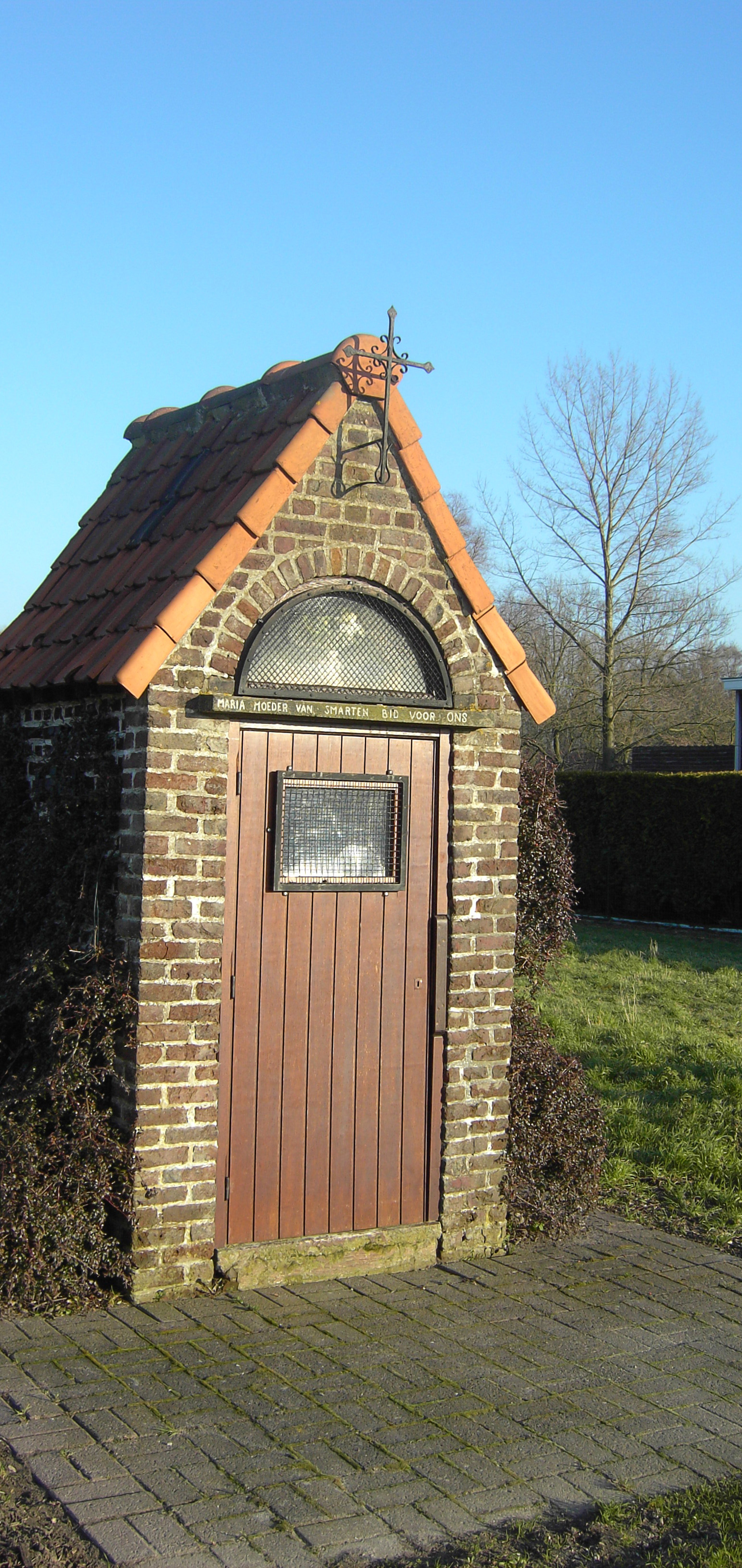
Hier stond de kerk tot rond 1870

Op 1 januari 2025 werd de gemeente Merelbeke met de noordelijke buurgemeente Melle samengevoegd tot de nieuwe gemeente Merelbeke-Melle.

## Kernen
Het noordelijke gebied van de gemeente is sterk verstedelijkt, naar het zuiden toe wordt het landelijk gebied. Merelbeke bestaat uit zes deelgemeenten: Merelbeke zelf, Lemberge dat in 1965 werd aangehecht en verder Bottelare, Melsen, Munte en Schelderode die in 1977 werden aangehecht.
Merelbeke kent ook twee grote wijken, Kwenenbos als zuidwaartse uitloper van Merelbeke-centrum, en de wijk Flora in het uiterste noorden van de gemeente. Flora wordt van Merelbeke-centrum gescheiden door de Ringvaart, de R4 en de snelweg A10/E40 en leunt aan tegen de verstedelijking van de stad Gent.

### Deelgemeenten
|   | Naam             | Opp. (km²) | Inwoners (2020) | Inwoners per km² | NIS-code |
| - | ---------------- | ---------- | --------------- | ---------------- | -------- |
| 1 | Merelbeke (I)    | 15,02      | 18.209          | 1.212            | 44043A   |
| 2 | Lemberge (III)   | 4,30       | 1.041           | 242              | 44043A3  |
| 3 | Bottelare (II)   | 3,01       | 1.884           | 626              | 44043B   |
| 4 | Munte (V)        | 5,18       | 626             | 121              | 44043C   |
| 5 | Schelderode (VI) | 5,67       | 1.545           | 273              | 44043D   |
| 6 | Melsen (IV)      | 3,82       | 1.445           | 378              | 44043E   |

De gemeente Merelbeke grenst aan volgende deelgemeenten:
| - a. Melle - b. Gontrode (Melle) - c. Landskouter (Oosterzele) - d. Moortsele (Oosterzele) - e. Scheldewindeke (Oosterzele) - f. Baaigem (Gavere) - g. Gavere | - h. Vurste (Gavere) - i. Zevergem (De Pinte) - j. Zwijnaarde (Gent) - k. Gent - l. Ledeberg (Gent) - m. Gentbrugge (Gent) |

## Bezienswaardigheden
- De Sint-Pietersbandenkerk.

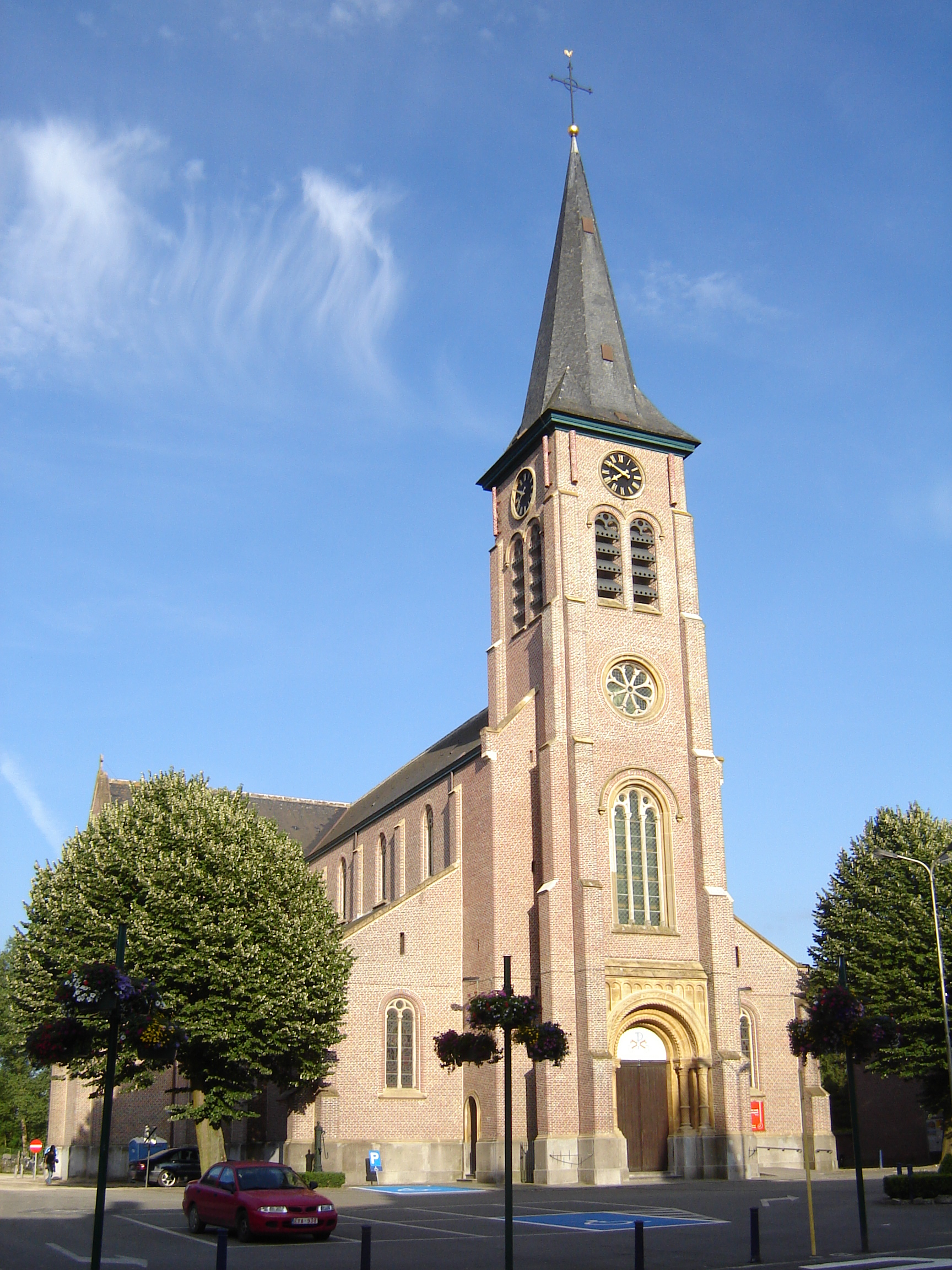
Sint-Pietersbandenkerk

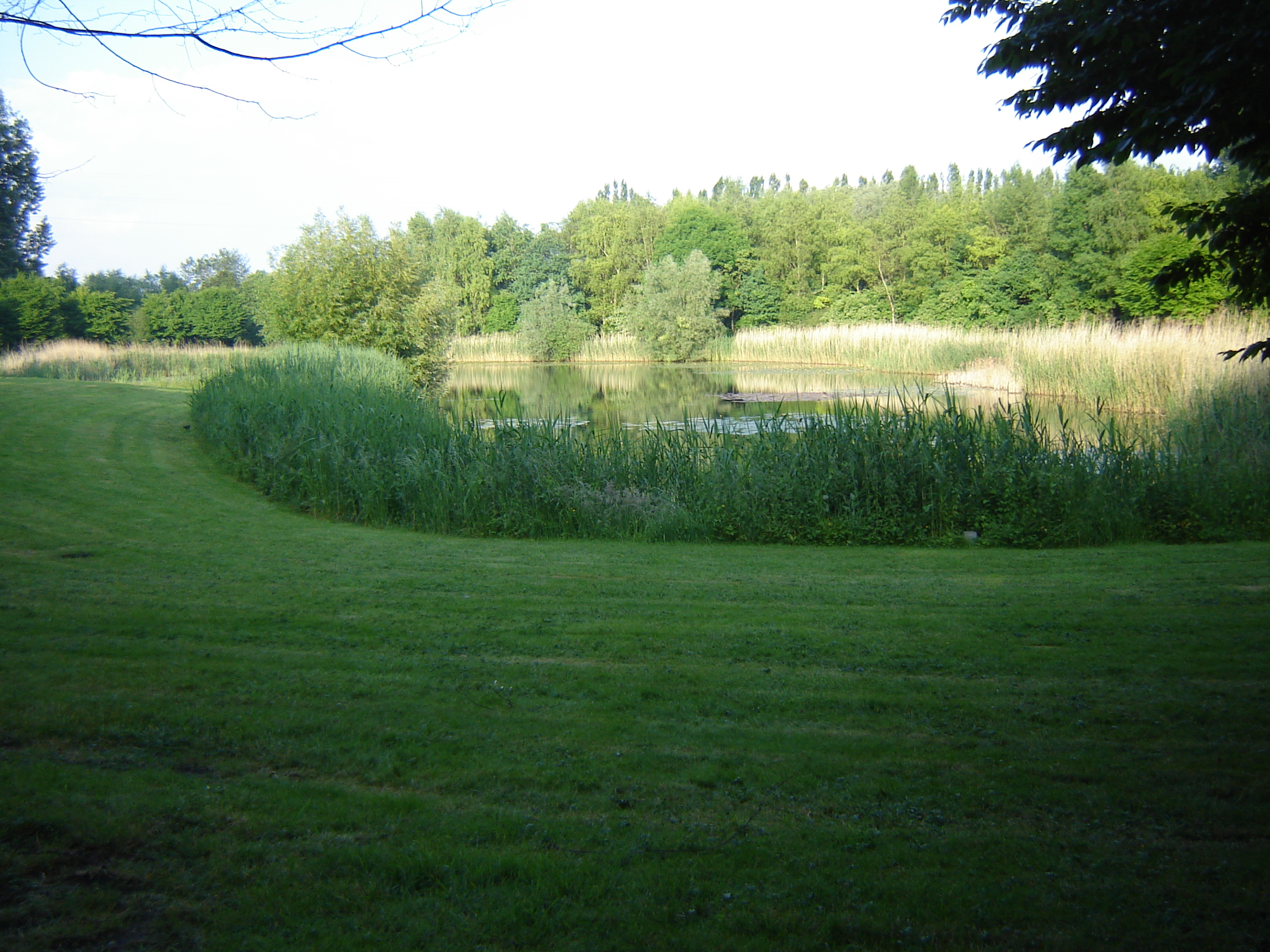
Liedermeerspark

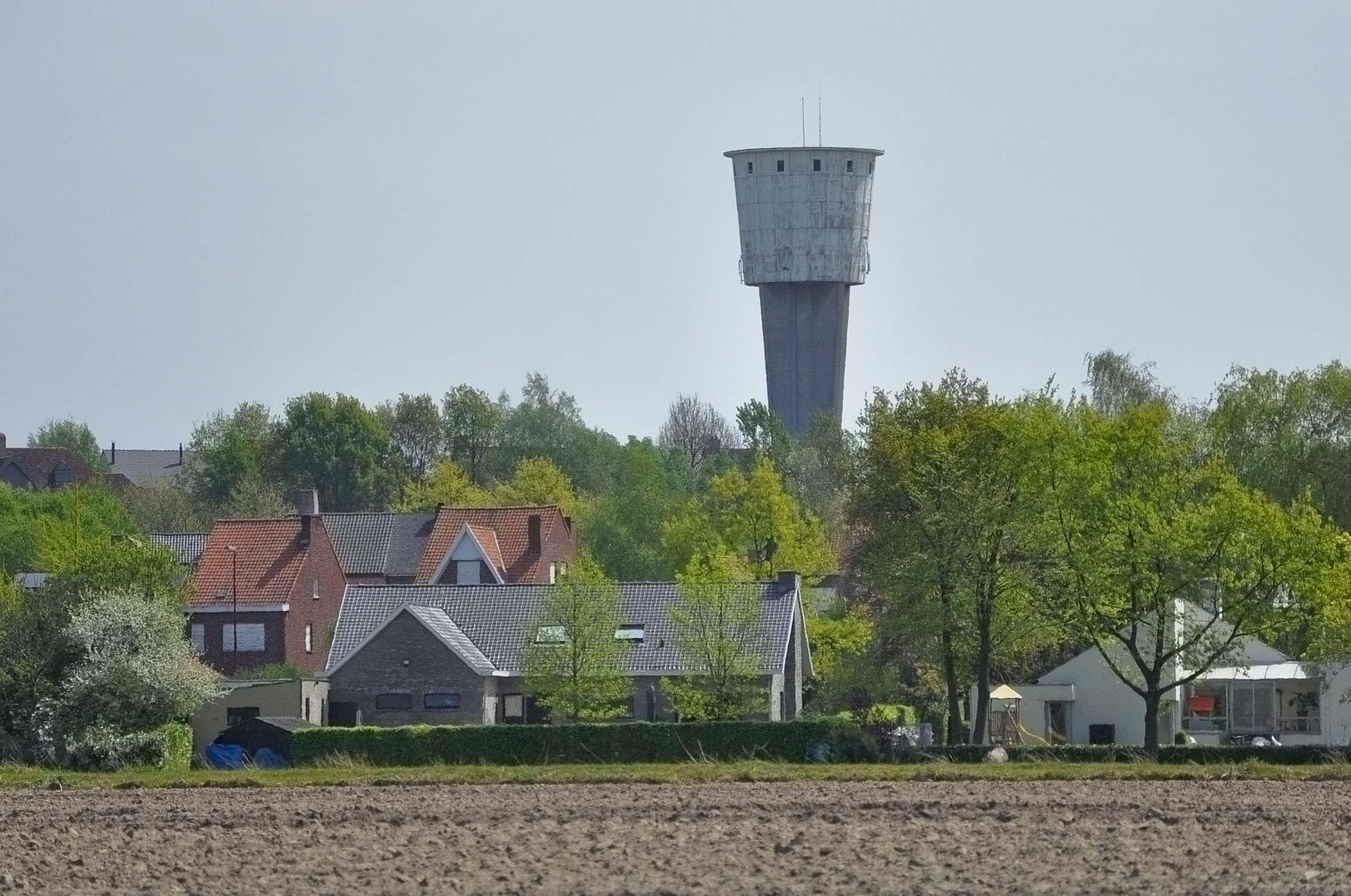
Watertoren

- De Onze-Lieve-Vrouw van de Rozenkranskerk.
- De Sint-Hendrikskerk in de wijk Kwenenbos
- De Sint-Eligiuskapel van de 14e eeuw in gotische stijl opgetrokken aan het huidige Brandegems Ham.
- Het voormalig huis van de stationschef bij de eindhalte en stelplaats van de vroegere tramlijn is als monument beschermd.
- Het Kasteel Mijl Eke.
- Het Kasteel Ysebrant de Lendonck
- Het Kasteel Rotsaert de Hentaing aan de Fraterstraat
- Het Kasteel Wisselbeke aan de Hundelgemsesteenweg
- Het Kasteel Ter Heide
- Het Kasteel Bergwyk
- Het Kasteel Blauwhuys
- Het Kasteel Krombrugge
- Het Kasteel Ter Walle
- Het Kasteel Stas de Richelle
- De Stampkotmolen
- Het Museum Morfologie.
- In deelgemeente Bottelare staat een imposante zomerlinde als vrijheidsboom, mogelijks uit 1830 of eerder[7]

## Natuur en landschap
Merelbeke ligt aan de Schelde met parallel daaraan de Melsenbeek, en de Ringvaart, die de Schelde kruist. Het grondgebied van Merelbeke is sterk verstedelijkt en onderdeel van de Gentse agglomeratie. De belangrijkste infrastructuur die het grondgebied doorsnijdt is, naast de Ringvaart, de A10/E40 en de spoorlijn van Gent naar Brussel. De belangrijkste natuurgebieden zijn:
- het Liedermeerspark in het noorden langs de Schelde
- de Makegemse bossen, het Rotarybos, het Gentbos en de Merelbeekse Scheldemeersen
- het domein van het Kasteel Ter Heide (natuurreservaat)

## Demografie

### Demografische evolutie voor de fusie
- Bron:NIS - Opm:1831 t/m 1970=volkstellingen op 31 december; 1976= inwonertal per 31 december
- 1965: afstand van Lemberge (+4,20 km² met 515 inwoners)

### Demografische ontwikkeling van de fusiegemeente
Alle historische gegevens hebben betrekking op de huidige gemeente, inclusief deelgemeenten, zoals ontstaan na de fusie van 1 januari 1977.
- Bronnen:NIS, Opm:1831 tot en met 1981=volkstellingen; 1990 en later= inwonertal op 1 januari

| Inwoners van jaar tot jaar op 1 januari 1992 tot heden | Inwoners van jaar tot jaar op 1 januari 1992 tot heden | Inwoners van jaar tot jaar op 1 januari 1992 tot heden |
| jaar                                                   | Aantal                                                 | Evolutie: 1992=index 100                               |
| ------------------------------------------------------ | ------------------------------------------------------ | ------------------------------------------------------ |
| 1992                                                   | 20.457                                                 | 100,0                                                  |
| 1993                                                   | 20.575                                                 | 100,6                                                  |
| 1994                                                   | 20.679                                                 | 101,1                                                  |
| 1995                                                   | 20.866                                                 | 102,0                                                  |
| 1996                                                   | 21.027                                                 | 102,8                                                  |
| 1997                                                   | 21.162                                                 | 103,4                                                  |
| 1998                                                   | 21.317                                                 | 104,2                                                  |
| 1999                                                   | 21.600                                                 | 105,6                                                  |
| 2000                                                   | 21.786                                                 | 106,5                                                  |
| 2001                                                   | 21.954                                                 | 107,3                                                  |
| 2002                                                   | 21.976                                                 | 107,4                                                  |
| 2003                                                   | 22.003                                                 | 107,6                                                  |
| 2004                                                   | 22.031                                                 | 107,7                                                  |
| 2005                                                   | 22.193                                                 | 108,5                                                  |
| 2006                                                   | 22.353                                                 | 109,3                                                  |
| 2007                                                   | 22.423                                                 | 109,6                                                  |
| 2008                                                   | 22.711                                                 | 111,0                                                  |
| 2009                                                   | 22.913                                                 | 112,0                                                  |
| 2010                                                   | 23.117                                                 | 113,0                                                  |
| 2011                                                   | 23.391                                                 | 114,3                                                  |
| 2012                                                   | 23.505                                                 | 114,9                                                  |
| 2013                                                   | 23.638                                                 | 115,5                                                  |
| 2014                                                   | 23.780                                                 | 116,2                                                  |
| 2015                                                   | 24.047                                                 | 117,5                                                  |
| 2016                                                   | 24.279                                                 | 118,7                                                  |
| 2017                                                   | 24.543                                                 | 120,0                                                  |
| 2018                                                   | 24.634                                                 | 120,4                                                  |
| 2019                                                   | 24.660                                                 | 120,5                                                  |
| 2020                                                   | 24.756                                                 | 121,0                                                  |
| 2021                                                   | 24.779                                                 | 121,1                                                  |
| 2022                                                   | 24.886                                                 | 121,7                                                  |
| 2023                                                   | 25.200                                                 | 123,2                                                  |
| 2024                                                   | 25.229                                                 | 123,3                                                  |

## Politiek

### Burgemeesters
- 1959-1976: Pierre Verhaegen (1923-1997)
- 1977-1982: Jean Pede (1927-2013)
- 1983-1988: Antoine Van Peteghem (1926-2022)
- 1989-1994: Jean Pede
- 1995-2000: Guido Mortier
- 2001-2006: Luc De Keukelaere
- 2007-2024: Filip Thienpont
- 2025-heden: Egbert Lachaert

#### 2013-2018
Burgemeester is Filip Thienpont (CD&V). Hij leidt een coalitie bestaande uit CD&V, Open Vld en sp.a. Samen vormen ze de meerderheid met 16 op 27 zetels.
2019-2024
Na de gemeenteraadsverkiezingen van 2018 sloot de CD&V een coalitie met Open Vld. Tezamen hebben ze een meerderheid van 16 op 27 zetels. Filip Thienpont (CD&V) blijft de burgemeester.

### Resultaten gemeenteraadsverkiezingen van 1976 tot en met 2018
| Partij               | Partij                                            | 10-10-1976 | 10-10-1976 | 10-10-1982 | 10-10-1982 | 9-10-1988 | 9-10-1988 | 9-10-1994 | 9-10-1994 | 8-10-2000 | 8-10-2000 | 8-10-2006 | 8-10-2006 | 14-10-2012 | 14-10-2012 | 14-10-2018 | 14-10-2018 |
| Stemmen / Zetels     | Stemmen / Zetels                                  | %          | 25         | %          | 25         | %         | 25        | %         | 27        | %         | 27        | %         | 27        | %          | 27         | %          | 27         |
| -------------------- | ------------------------------------------------- | ---------- | ---------- | ---------- | ---------- | --------- | --------- | --------- | --------- | --------- | --------- | --------- | --------- | ---------- | ---------- | ---------- | ---------- |
|                      | Agalev1/ Groen!2/ Groen3                          | -          |            | 41         | 0          | 5,711     | 0         | 7,311     | 1         | 9,141     | 2         | 13,832    | 4         | 17,813     | 5          | 23,73      | 6          |
|                      | SP1/ sp.a2                                        | 7,971      | 1          | 11,191     | 2          | 13,81     | 3         | 7,411     | 1         | 9,821     | 2         | 12,352    | 3         | 8,942      | 2          | 7,52       | 1          |
|                      | CLM1/ PVV2/ VLD3/ Open Vld4                       | 33,951     | 9          | 33,041     | 9          | 36,122    | 10        | 32,733    | 11        | 34,023    | 11        | 27,513    | 8         | 21,844     | 6          | 26,84      | 8          |
|                      | CVP1/ CD&V-N-VAA/ CD&V2                           | 401        | 11         | 31,541     | 9          | 25,551    | 7         | 29,621    | 9         | 21,241    | 6         | 30,38A    | 7         | 25,762     | 8          | 27,12      | 8          |
|                      | VU-MB1/ VU2 / MVP3/ CD&V-N-VAA/ N-VA4             | 15,571     | 4          | 20,231     | 5          | 18,822    | 5         | 16,343    | 4         | 16,443    | 4         | 30,38A    | 2         | 20,784     | 6          | 14,84      | 4          |
|                      | Vlaams Blok1/ Vlaams Belang2/ Vlaams Belang Plus3 | -          |            | -          |            | -         |           | 5,851     | 1         | 9,341     | 2         | 11,142    | 3         | 4,863      | 0          | -          |            |
|                      | Anderen(*)                                        | 2,51       | 0          | -          |            | -         |           | 0,74      | 0         | -         |           | 4,79      | 0         | -          |            | -          |            |
| Totaal stemmen       | Totaal stemmen                                    | 13522      | 13522      | 14231      | 14231      | 14840     | 14840     | 15386     | 15386     | 16311     | 16311     | 16093     | 16093     | 16528      | 16528      | 18024      | 18024      |
| Opkomst %            | Opkomst %                                         |            |            |            |            | 95,82     | 95,82     | 94,68     | 94,68     | 95,86     | 95,86     | 94,97     | 94,97     | 93,12      | 93,12      | 94,0       | 94,0       |
| Blanco en ongeldig % | Blanco en ongeldig %                              | 2,15       | 2,15       | 3,48       | 3,48       | 3,47      | 3,47      | 3,64      | 3,64      | 3,43      | 3,43      | 2,8       | 2,8       | 3,47       | 3,47       | 4,1        | 4,1        |

De zetels van de gevormde coalitie staan vetjes afgedrukt. De grootste partij staat in kleur.

(*) 1976 : OVP (2,07%), PVDA (0,44%) / 1994: PVDA (0,74%) / 2006: Mortier (4,79%)

Zie voor de verkiezingsresultaten van 2024 en later op Merelbeke-Melle.

## Verkeer
De Schelde vormt de westgrens van de gemeente, door het noorden loopt de Gentse Ringvaart.
Door het noorden van de gemeente lopen de snelweg A10/E40 en de Gentse ringweg R4 rond de Ringvaart. De A14/E17 loopt net ten westen van de gemeente.
Hoewel het station de naam Station Merelbeke draagt, bevindt het zich gedeeltelijk op het grondgebied van de voormalige gemeente Gentbrugge (nu een deelgemeente van Gent) en, wat het vormingsstation betreft, op het grondgebied van de gemeente Melle. Waarschijnlijk is dit te wijten aan het feit dat men te Melle-Centrum gelijktijdig een station bouwde en er al twee stations in Gentbrugge waren.

## Sportclubs
- Onder meer korfbalclub Floriant Merelbeke, voetbalclub KFC Merelbeke, TTC Merelbeke en de grote turnclub Olympia Merelbeke zijn hier gevestigd. Voetbalclub ESA Bottelare speelt in de deelgemeente Bottelare.
- Op zaterdag 29 april 2023 werd het Sportpark Molenkouter in gebruik genomen door de atletiekclub STAX-AC en de voetbalclub KFC Merelbeke. Op deze complexen probeerde in 2024 de Belgische ultrasporter Matthieu Bonne het wereldrecord ultralopen te verbreken. Hij moest deze poging helaas staken omdat hij een longontsteking opliep.

## Bekende (ex-)inwoners
- Erik De Beck, atleet
- Koen De Poorter, cabaretier van de Neveneffecten
- Robert graaf de Wavrin de Villers-au-Tertre (1888-1971), etnoloog, ontdekkingsreiziger en pionier van de Belgische cinema
- Kadèr Gürbüz, actrice
- Jo de Meyere, acteur
- Tom Van de Weghe, journalist
- Mathieu Terryn, zanger
- Gert Verheyen, ex-voetballer en analist
- Marc Coucke, ondernemer
- Martin Uvijn, kunstschilder

## Nabijgelegen kernen
Kwenenbos, Lemberge, Melle, Ledeberg